# جون غونزاغا
جون غونزاغا (بالإنجليزية: John Gonzaga)‏ هو لاعب كرة قدم أمريكية أمريكي، ولد في 6 مارس 1933 في مارتينز في الولايات المتحدة، وتوفي في 17 مايو 2007 في بلدة ويست بلومفيلد في الولايات المتحدة.

## وصلات خارجية
- جون غونزاغا على موقع مرجع كرة القدم المحترفة.كوم (الإنجليزية)